# 강석주 (1964년)
강석주(姜錫柱, 1964년 8월 10일, 통영 ~ )은 대한민국의 정치인이다. 제35대 경상남도 통영시장이다.

## 학력
- 두룡국민학교 졸업
- 통영중학교 졸업
- 통영고등학교 졸업
- 동아대학교 토목공학 학사
- 고려대학교 행정대학원 공공행정학 석사

## 경력
- 통영중학교 총동창회 부회장
- 두룡초등학교 총동창회 부회장
- 한나라당 2030위원회 통영본부장
- 2004.06 ~ 2006.06: 제7대 경상남도의회 의원(민선 3기, 경남 통영시 제2선거구, 한나라당, 초선)
- 2006.07 ~ 2010.06: 제8대 경상남도의회 의원(민선 4기, 경남 통영시 제2선거구, 한나라당, 재선)
  - 제8대 경상남도의회 교육사회위원회 위원장
  - 제8대 경상남도의회 예산결산특별위원회 위원장
- 2007.11 ~ 2007.12: 제17대 대통령 선거 한나라당 이명박 대통령 후보 통영지역조직위원회 본부장
- 2008.03 ~ 2008.04: 제18대 국회의원 선거 한나라당 이군현 통영시·고성군 국회의원 후보 선거대책본부 본부장
- 경상남도의회 한나라당 의원협의회 원내총무
- 2010.07 ~ 2014.02: 제9대 경상남도의회 의원(민선 5기, 경남 통영시 제2선거구, 한나라당→새누리당, 3선)
  - 제9대 전반기 기획행정위원회 위원
  - 제9대 전반기 경상남도의회 의회운영위원장
  - 제9대 후반기 기획행정위원회 위원
- 재단법인 통영국제음악제 이사
- 국제라이온스협회355-G지구 충무라이온스클럽 회장
- 통영시윈드서핑협회 고문
- 민주평화통일자문회의 자문위원
- 경남지체장애인협회 통영시지부 후원이사
- 통영문화원 이사
- 경남사격연맹 부회장
- 경남요트협회 자문위원
- 통영충렬사 사원
- 2017.04 ~ 2017.05: 제19대 대통령 선거 더불어민주당 문재인 대통령 후보 통영공동선대위원장
- 2018.07 ~ 2022.06: 제35대 경상남도 통영시장(민선 7기, 더불어민주당, 초선)
- 2023.09 ~ : 더불어민주당 경상남도당 통영시·고성군 지역위원회 위원장

## 역대 선거 결과
|  | 49.1% |

|  | 58.44% |

|  | 51.21% |

|  | 39.49% |

|  | 36.13% |

|  | 38.54% |

| 전임 김동진 | 제35대 경상남도 통영시장(민선) 2018년 7월 1일 ~ 2022년 6월 30일 | 후임 천영기 |